# Zruč nad Sázavou zastávka
Zruč nad Sázavou zastávka – przystanek kolejowy w miejscowości Zruč nad Sázavou, w kraju środkowoczeskim, w Czechach. Znajduje się na wysokości 335 m n.p.m.
Jest zarządzany przez Správę železnic. Na przystanku nie ma możliwości zakupu biletów, a obsługa podróżnych odbywa się w pociągu.

## Linie kolejowe
- 212 Čerčany - Světlá nad Sázavou